# Dilocerus
Dilocerus is een kevergeslacht uit de familie van de boktorren (Cerambycidae). De wetenschappelijke naam van het geslacht werd voor het eerst geldig gepubliceerd in 1980 door Napp.

## Soorten
Dilocerus omvat de volgende soorten:
- Dilocerus brunneus Napp & Martins, 2006
- Dilocerus marinonii Napp, 1980